# Escabeche

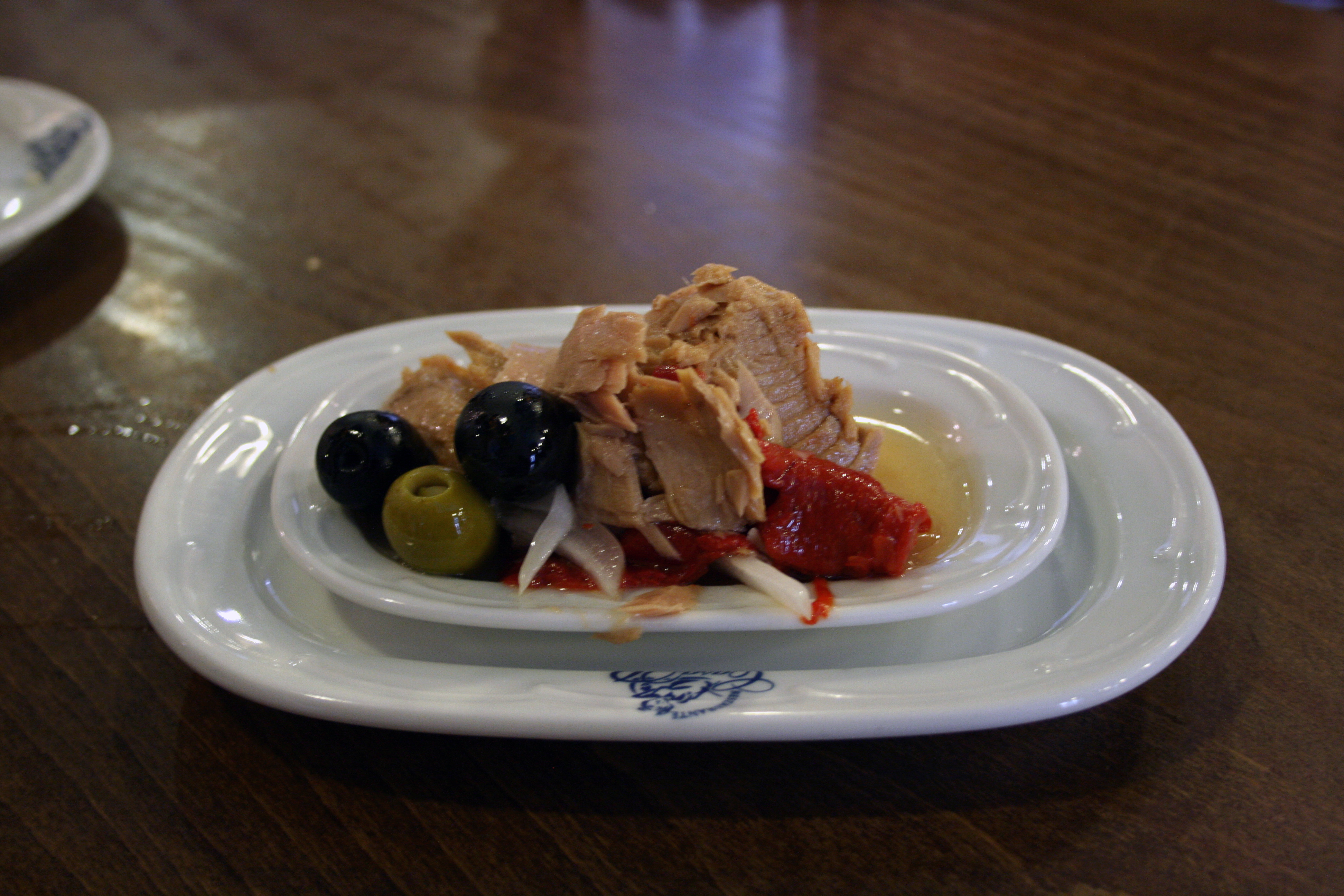
El bonito es un típico ejemplo de pescado en escabeche.

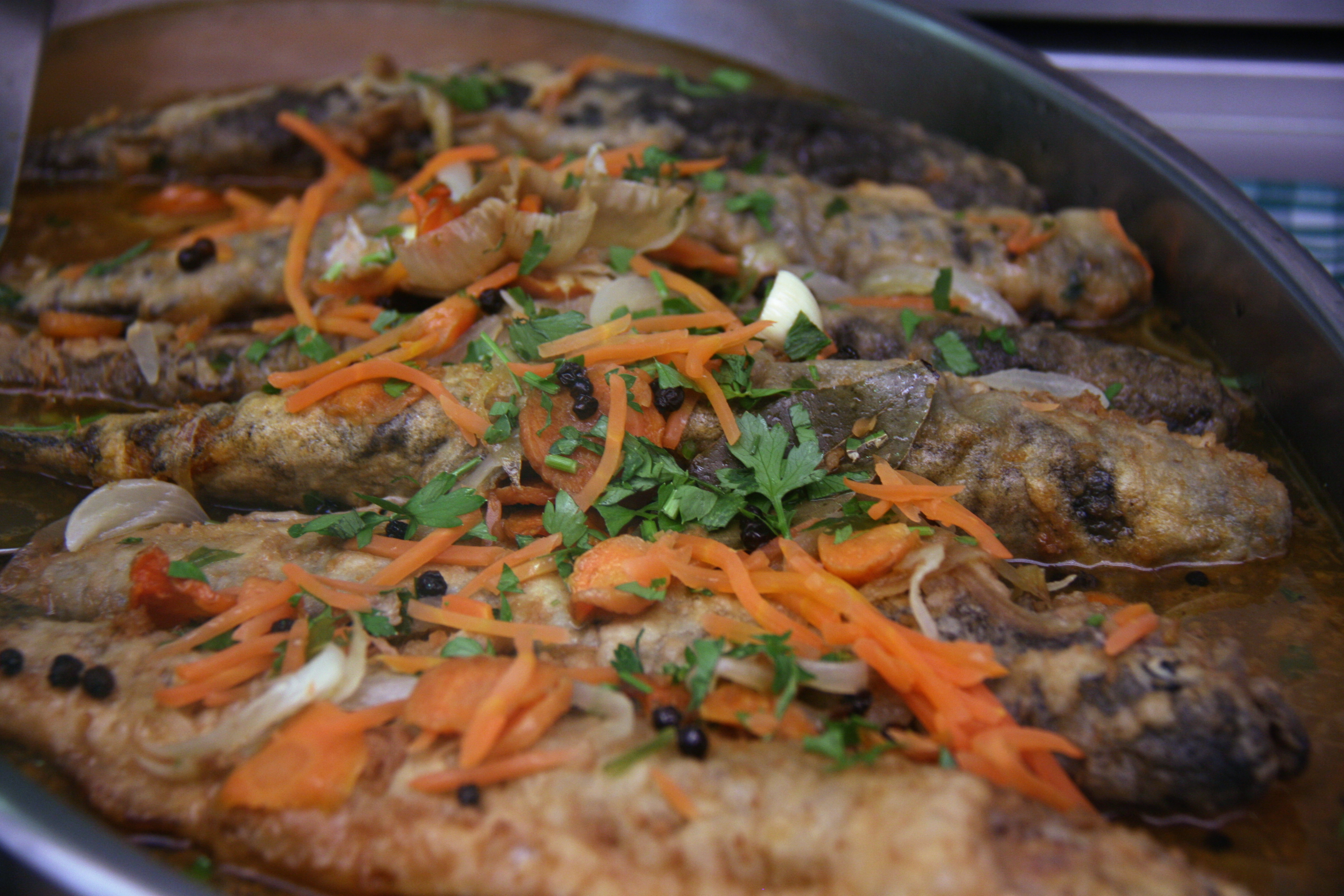
A veces se hace escabeches de productos cocinados, como de truchas (trucha en escabeche).

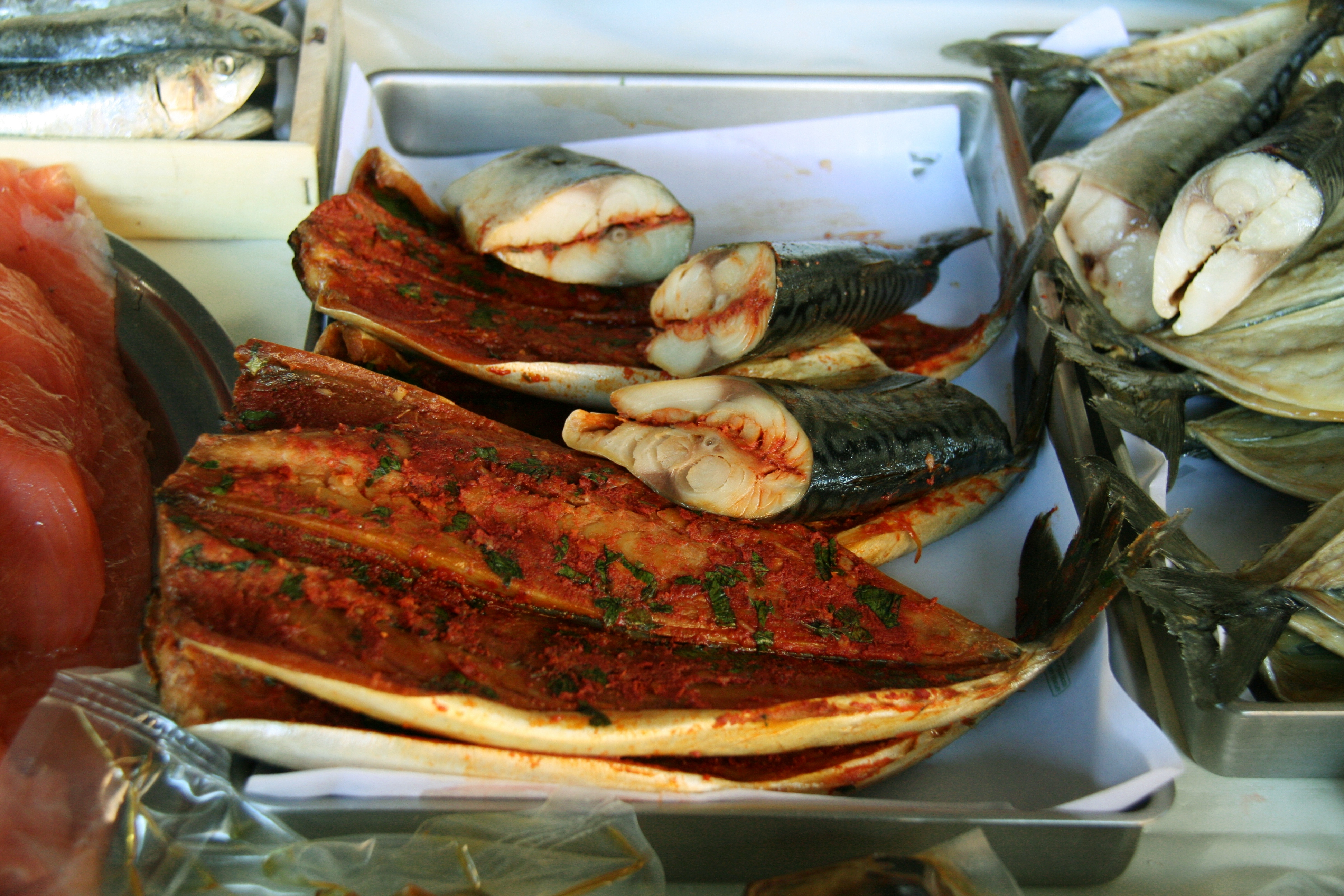
Escabeche de caballa, mostrando su color rojizo tradicional.

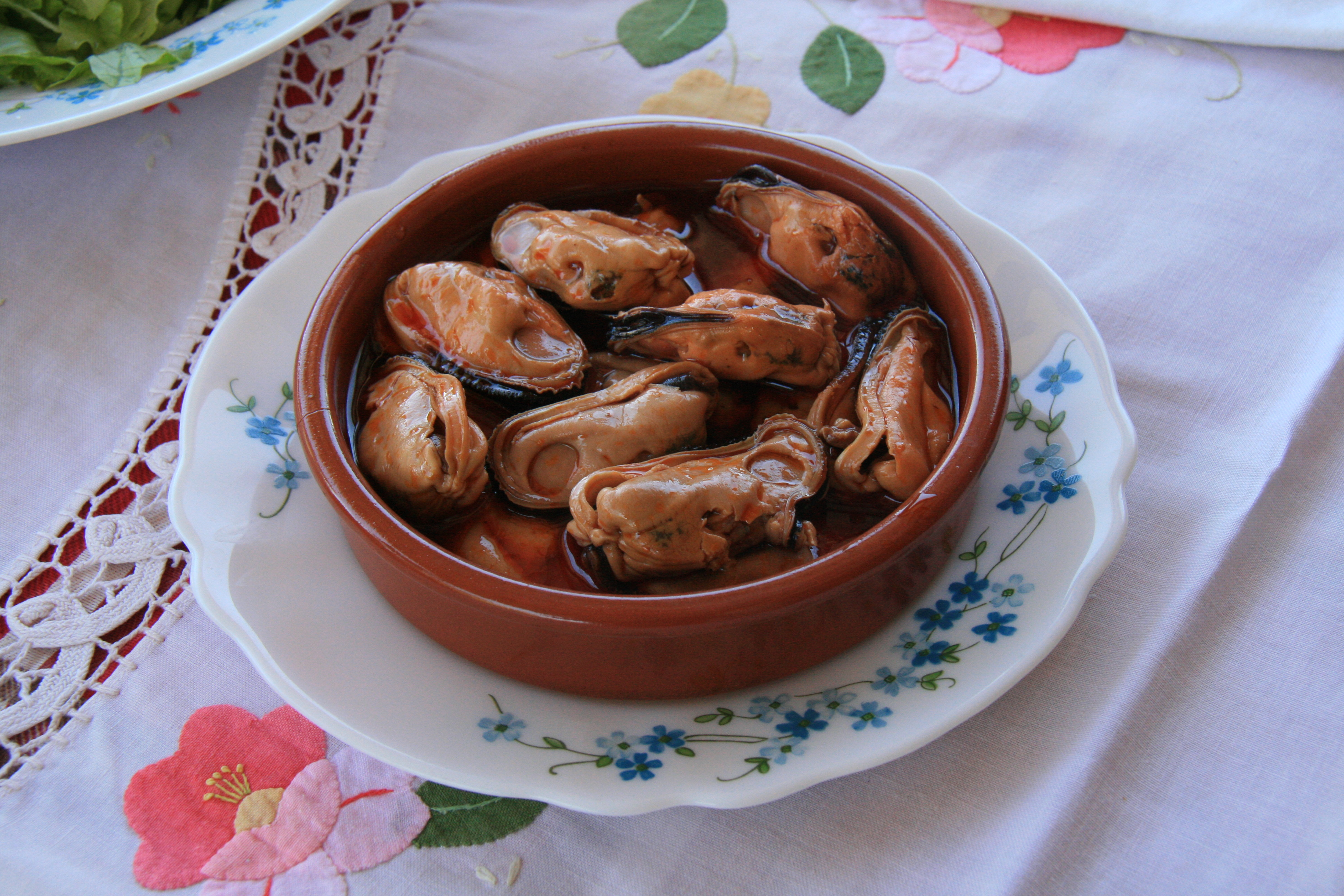
Mejillones en escabeche, ejemplo atípico de conservación.

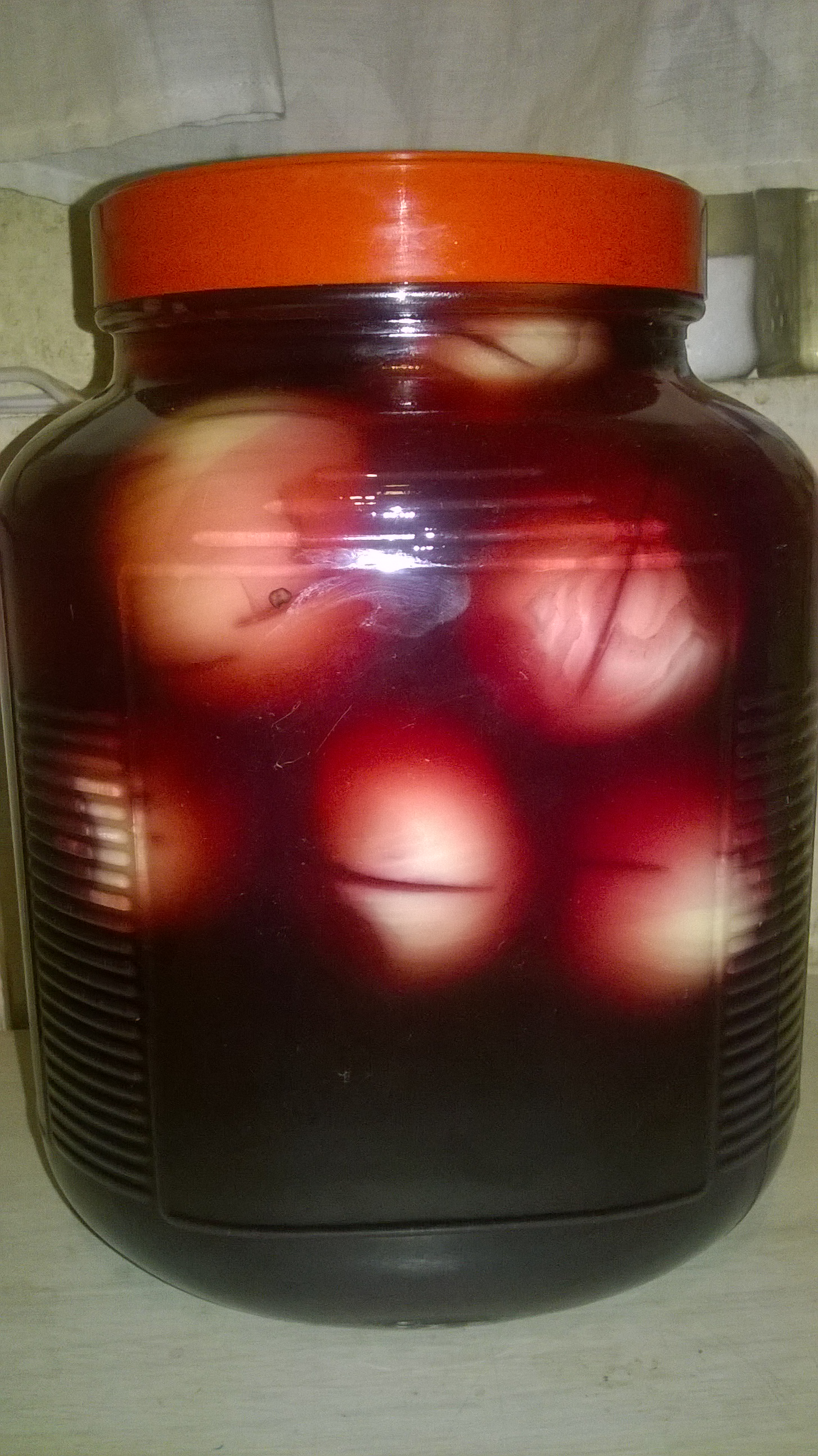
Un bote con cebollas en escabeche

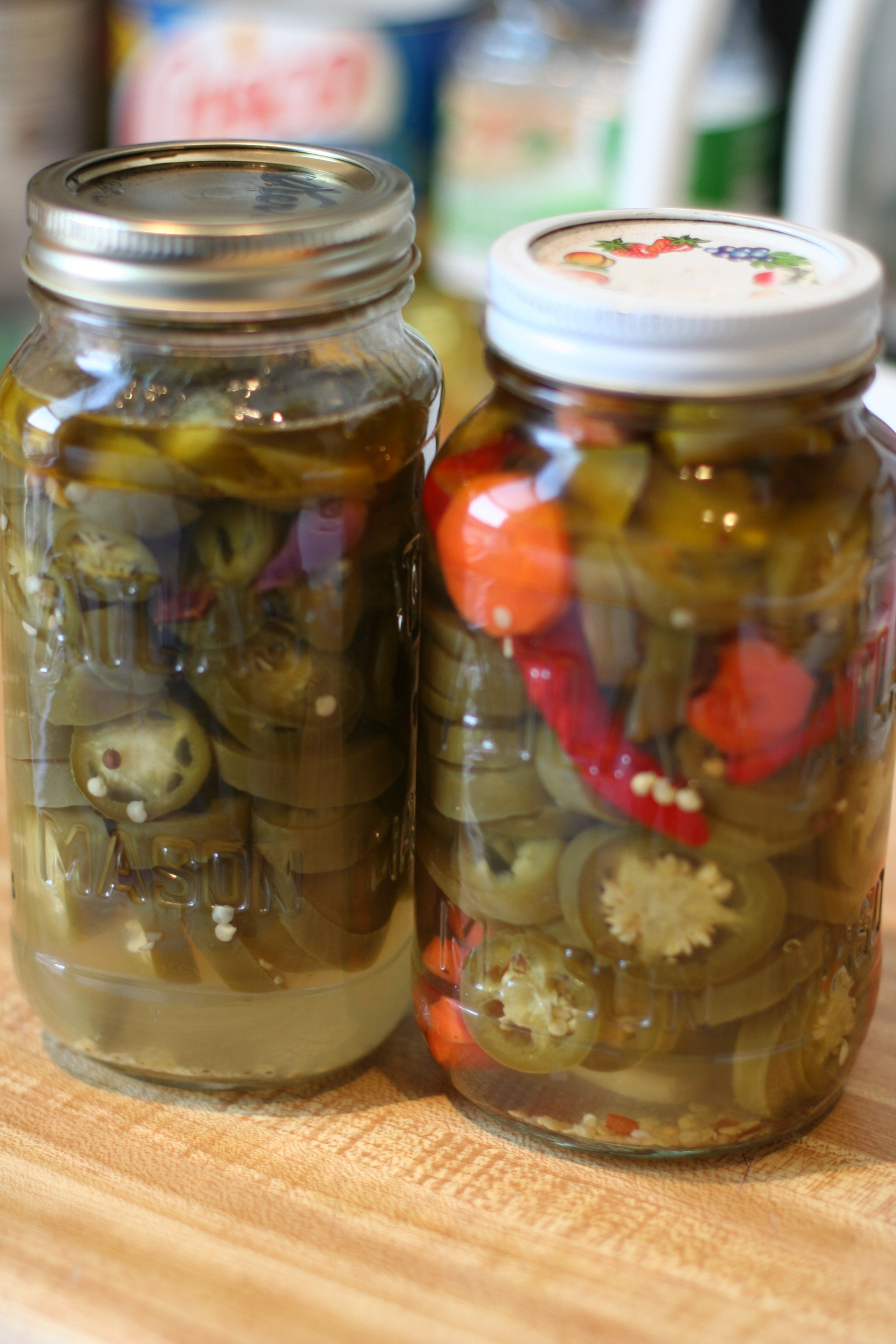
Pepinillos picantes en escabeche

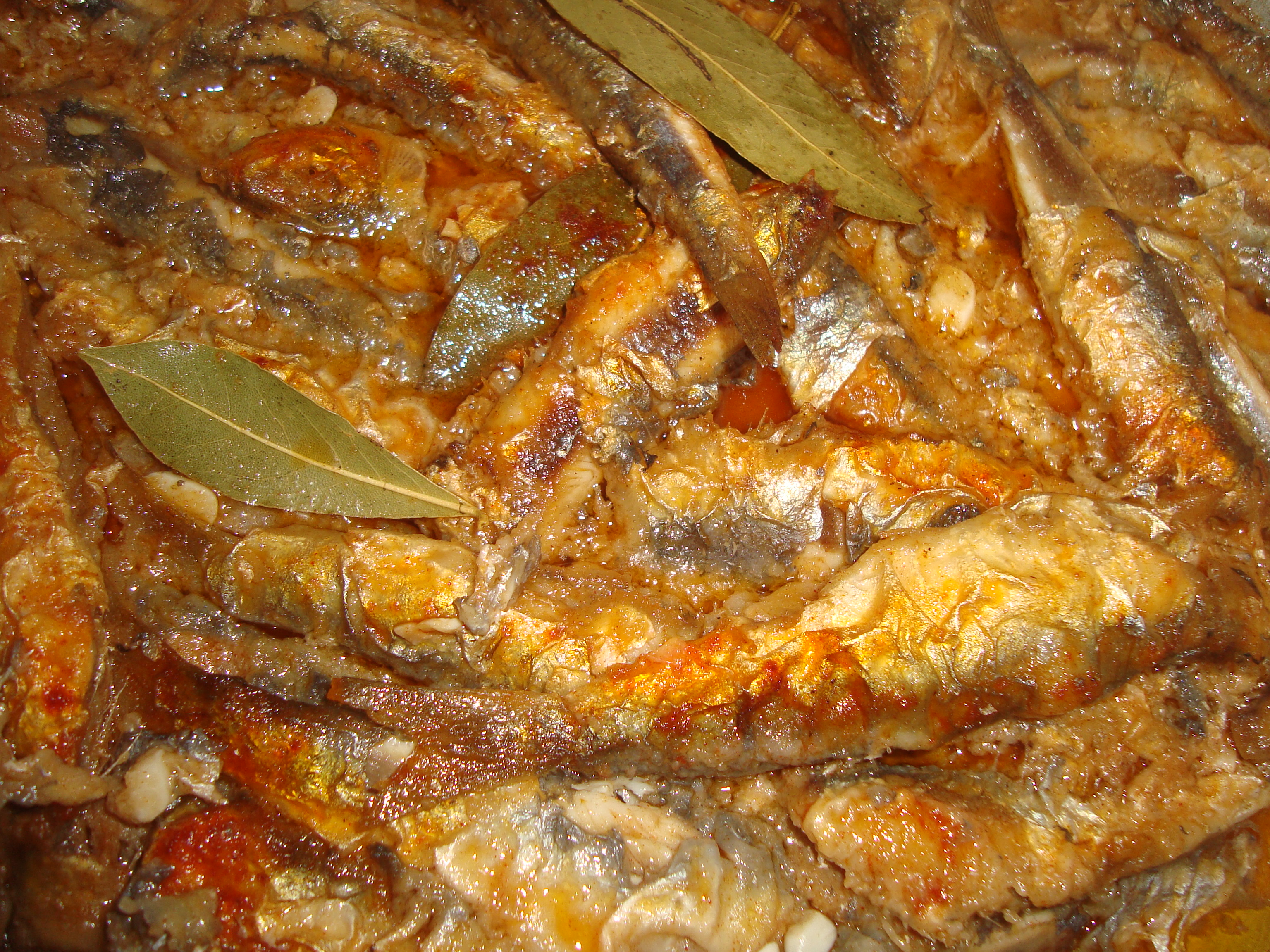
Sardinas en escabeche (España).

El escabeche es un método de conservación de alimentos en vinagre. Se denomina también así al alimento obtenido mediante dicho proceso. El método para procesar un alimento en escabeche está dentro de las operaciones denominadas en cocina como marinado, y la técnica consiste básicamente en el precocinado mediante un caldo de vinagre, aceite frito, vino, laurel y pimienta en grano. Es la transformación de una preparación de la cocina árabe.

## Orígenes
Según el Diccionario de la lengua española, escabeche proviene del árabe andalusí  اَلسُّكَّبَاج as-sukkabáŷ, derivación dialectal del árabe clásico ﺳكباج sikbāŷ. A su vez, proviene del idioma persa medio sik, ‘vinagre’ y bāŷ, ‘estofado’, que en Persia se refería a un guiso de carne con vinagre y otros ingredientes que ya aparece citado en Las mil y una noches. Esta técnica culinaria, casi únicamente con carne, se desarrolló en países árabes a la vez que en Persia. La pronunciación vulgar de sikbâg sonaba a iskebech, que pasó a la palabra catalana escabetx. Según Corominas, la adaptación directa del árabopersa al castellano no contendría el sonido /ch/ sino que sería algo así como escabej o escabeje. También según Corominas, la palabra escabetx pasó del catalán a otras lenguas y cocinas europeas. Esta debe diferenciarse del zirbaŷa, que es una preparación convencional de sabor a agridulce.
Un proceso similar al escabeche se describe en el libro De Re Coquinaria, datado del siglo I d. C., donde se dan instrucciones para conservar el pescado frito añadiendo vinagre caliente y retirándolo del fuego. Aunque la técnica sea compartida, no se menciona ningún nombre para dicha técnica.
En la gastronomía andalusí se empleó de igual forma como sinónimo al-muŷallal. Además del ingrediente principal a base de una mezcla de vinagre, especias y aceite, el escabeche incorpora frecuentemente color rojizo. Se menciona la preparación de escabeches de carne en los diversos tratados andalusíes. A principios del siglo XVII, Motiño da indicaciones muy precisas en su obra de sobre cómo confeccionar escabeches. De la misma forma, Alejandro Dumas describe un escabechado de liebre con poco azafrán y más pimentón. A lo largo de la historia culinaria española el pimentón fue sustituyendo poco a poco al azafrán. Las obras posteriores de la cocina española van mostrando diversas recetas de elaboración de escabeches tanto de pescado como de carne. 
Aunque extendido por el área del Mediterráneo, suele señalarse en los recetarios internacionales como un proceso de los alimentos genuinamente español. La forma castellana “escabeche” apareció escrita, por vez primera, en 1525, en el Libro de los Guisados, de Ruperto de Nola, editado en Toledo. Dicho libro tiene una edición anterior, catalana, de 1520, en la que también aparecía. Aunque parece probable que la primera redacción se efectuase a mediados del siglo XIV, donde aparecería escabeig a peix fregit. Existe también un manuscrito catalán, Flors de les medicines, de mediados del siglo XV, en el que también hay una referencia al escabex, y tanto el nombre en catalán (escabeyg) como su descripción (en tres recetas) ya habían aparecido en el Llibre de Sent Soví, de 1324.
Otros estudiosos buscan un origen distinto. Si a la palabra “aleche”, uno de los pescados más utilizados para su conservación en esta salsa fría también llamada “muria” (cuando la salsa lleva sal por principal conservante se convierte en sal/muria o salmuera), se le agrega el prefijo latino esca, que significa "alimento", se obtiene esca/aleche > escabeche.[cita requerida]
Existen otras teorías, como que a través del árabe pasase a Sicilia, con el nombre de "schivecch", y de ahí al catalán. Sin embargo, está documentado que la palabra siciliana proviene del genovés "scabeccio", y esta última de España, sin saberse si del castellano o el catalán.

## Fundamento científico
El escabeche se ha realizado con el objeto primordial de conservar el pescado mediante su inmersión en un medio ácido, como es el vinagre de vino. El pH habitual en este tipo de preparaciones ronda por debajo de los 4.5. El medio ácido detiene los microbios responsables de la putrefacción, además de evitar la síntesis del compuesto denominado trimetilamina, responsable del olor a pescado. Es por esta razón por la que los escabeches no poseen un fuerte olor a pescado. Los medios ácidos detienen la putrefacción de otros tejidos orgánicos, como pueden ser las carnes. Por esta razón se ha venido denominando como escabeche a cualquier preparación culinaria que incluye una ligera inmersión en vinagre de vino como medio ácido. La adición de pimentón, tan habitual en los escabeches españoles, se debe a las propiedades fungicidas que posee[cita requerida].

## Empleo en otras gastronomías
Debido a la difusión de la cultura hispana desde el siglo XVI, gracias al contacto con América y la expansión de su influencia por Asia, el escabeche es conocido y ha sido adaptado a las diferentes gastronomías americanas y a la filipina.

### Argentina y Uruguay
El escabeche es un plato típico utilizado para conservar brevemente peces, mariscos y aves y algunas hortalizas. Algunos ejemplos son las berenjenas en escabeche, cebollas en escabeche, el pollo en escabeche y la lengua en escabeche, así como carnes blancas, liebre, codornices o perdiz al escabeche, además del escabeche de vizcacha.

### Bolivia
El escabeche es un plato típico de Bolivia. Se prepara del cuero y patas de cerdo cocidos, como también de pollo, normalmente acompañado con cebolla, zanahoria y locoto, mezclados en vinagre.
También se prepara solo de verduras. Se coloca el locoto, la ulupica o el abibi (frutos pequeños picantes), cebolla, zanahoria y pepinillo en una botella de boca ancha y se vierte vinagre. Se deja reposar unos días; luego se acompaña las comidas a gusto. En algunas regiones colocan aceite en el envase y depositan uno de los productos; en semanas usan gotitas en las comidas.

### Chile
En Chile se prepara la cebolla en escabeche, producto elaborado sobre la base de cebolla valenciana fresca (no fermentada) a la cual se le han eliminado sus catáfilos exteriores (curados), con la adición de vinagre rosado como medio de empaque. Se utilizan cebollas enteras de color blanco violáceo, de sabor y aroma característico de cebolla fresca y vinagre. A la combinación de pepinillos, cebollas, coliflor y zanahorias en rebanadas al escabeche se le llama picle (del inglés pickle, "encurtido"). Además se suele escabechar el ají.

### Costa Rica
En el caso costarricense, este se prepara a base de verduras, las cuales son vainicas, zanahoria, colifor, chile dulce, cebolla, salsa de tomate, vinagre, por mencionar algunos. Se cocinan en agua de sal todos los ingredientes. Cuando están fríos se pican en trocitos y se le agrega el vinagre blanco. Se deja reposar durante un día y luego se le agrega un poco de salsa de tomate. Normalmente es utilizado para acompañar comidas.

### Cuba
En Cuba generalmente se hace el escabeche con pescado, del tipo serrucho o sierra preferentemente, el cual se corta en ruedas. Éstas se pasan por harina, se fríen y luego se ponen a marinar en una mezcla a partes iguales de aceite, preferentemente de oliva, y vinagre; se adiciona cebolla rehogada, ají pimiento, aceitunas rellenas con pimiento y opcionalmente alcaparras; se marina en el refrigerador por espacio de una semana como mínimo.

### El Salvador
El escabeche salvadoreño se caracteriza por prepararse con cebolla blanca, cebolla roja, zanahoria y chile verde (pimiento), todo cortado en juliana y luego sofrito de modo que quede aún crujiente y se conserva en vinagre con salmuera. Se usa para preparar los famosos chéveres (nombre dado a los perros calientes en este país).

### Filipinas
En Filipinas, el eskabeche es de pescado (por lo general lapulapu, un pescado de consumo muy habitual en las Filipinas) y empieza como los españoles lo conocen: inmersión de la pieza en vinagre (vinagre de caña de azúcar o de palma), agua, azúcar y especias; pero después parece que viene una bifurcación culinaria y los filipinos terminan el plato friendo el pescado. El plato nacional filipino es el "adobo", en realidad un escabeche, ya que se elabora guisando a fuego muy lento carne de pollo y de cerdo en una pasta de vinagre, dientes de ajo machacados en el mortero, laurel y granos de pimienta negra.

### Panamá
El escabeche de pescado es popular entre los panameños. Los pescados de preferencia para esta receta son la sierra, el lenguado, la  corvina y la cojinúa. Es un plato picante en el que se utiliza el ají chombo del país,  harina, cebolla, pimiento, perejil, ajo, aceite de oliva, vinagre blanco, salsa de tomate y el polvo curry.

### Perú
Igualmente, el escabeche es un plato típico de la gastronomía del Perú, llevado por los españoles en la época del virreinato. El escabeche en Perú se elabora con carne de pollo o pescado, particularmente de corvina o cojinova. Se prepara macerando la carne seleccionada, previamente frita, en un aliño hecho con aceite, ají panca, ají escabeche (llamado así por este plato), vinagre y cebolla. Se sirve frío sobre hojas de lechuga y acompañado de camote sancochado, queso fresco, huevo duro y aceituna botija.

### México
El escabeche oriental es un plato de la gastronomía de Yucatán, en México, y está preparado a base de pavo o de pollo, que ha sido marinado en una mezcla de vinagre, cilantro, sal, pimienta, comino, clavos, canela y ajo. La carne de pollo es luego cocida en agua con cebolla en julianas y jugo de naranja agria. Después, la carne cocida es frita en manteca o aceite con ajo, orégano y sal. El ave se sirve bien crujiente y se baña con cebolla en julianas y chiles xcat-ik, fritos. 